# Aéroport de Kincardine
L'aéroport de Kincardine est un aéroport situé en Ontario, au Canada.